# Min lysande karriär
Min lysande karriär (engelska: My Brilliant Career) är en australisk dramafilm från 1979 i regi av Gillian Armstrong. Filmen är baserad på Miles Franklins roman My Brilliant Career från 1901. I huvudrollerna ses Judy Davis, Sam Neill och Wendy Hughes. Filmen hade Sverigepremiär den 15 februari 1980. Den mottog flera nomineringar och Davis erhöll en BAFTA Award för bästa kvinnliga huvudroll vid BAFTA-galan 1981.

## Rollista i urval
- Judy Davis - Sybylla Melvyn
- Sam Neill - Harry Beecham
- Wendy Hughes - moster Helen
- Robert Grubb - Frank Hawdon
- Max Cullen - Mr. McSwatt
- Aileen Britton - mormor Bossier
- Peter Whitford - morbror Julius
- Patricia Kennedy - tant Gussie
- Alan Hopgood - Sybyllas far
- Julia Blake - Sybyllas mor
- David Franklin - Horace
- Marion Shad - Gertie
- Aaron Wood - Stanley
- Sue Davies - Aurora
- Gordon Piper - Barman
- Simone Buchanan - Mary-Anne